# Gabinete do Inspetor Geral do Departamento de Justiça
O Gabinete do Inspetor Geral do Departamento de Justiça dos Estados Unidos (DOJ) é responsável por conduzir quase todas as investigações de funcionários e programas do departamento. O gabinete tem centenas de funcionários, sob a liderança do Inspetor Geral. Michael E. Horowitz ocupa o cargo desde 2012.  
O gabinete conduz investigações independentes, auditorias, inspeções e revisões especiais do pessoal e dos programas do Departamento de Justiça para detectar e impedir desperdício, fraude, abuso e má conduta, e para promover integridade, economia, eficiência e eficácia nas operações do Departamento de Justiça. O Gabinete do Inspetor Geral é composto por um front office e seis repartições principais. O front office é a área de contato para as atividades do Inspetor Geral, o Inspetor Geral Adjunto, o Gabinete do Conselheiro Geral.
A jurisdição investigativa do gabinete abrange alegações de irregularidades criminais ou má conduta administrativa por parte de funcionários do departamento, exceto alegações de má conduta que "se relacionam com o exercício da autoridade de um procurador para investigar, litigar ou prestar aconselhamento jurídico", que são encaminhadas ao Gabinete de Responsabilidade Profissional do Departamento de Justiça, a menos que a alegação diga respeito a procuradores que trabalham para o Gabinete de Responsabilidade Profissional ou a investigação seja de natureza penal.